# Средня Вас-при-Полховем Градцу
Средня Вас-при-Полховем Градцу (словен. Srednja vas pri Polhovem Gradcu) — поселення в общині Доброва-Полхов Градець, Осреднєсловенський регіон, Словенія. 
Висота над рівнем моря: 354,6 м.